# Reith (Klosterhof)
Reith war ein Klosterhof in der heutigen Gemarkung der Stadt Schlüchtern im osthessischen Main-Kinzig-Kreis. Er gehört heute zum Schlüchterner Stadtteil Klosterhöfe.

## Geografische Lage
Drasenberg liegt im Nordosten des Main-Kinzig-Kreises auf einer Höhe von 230 m über NN, etwa 1 km nördlich des Ortskerns von Schlüchtern.

## Geschichte

### Ortsgeschichte
Historische Namensformen
In erhaltenen Urkunden wurde Reith unter den folgenden Namen erwähnt (in Klammern das Jahr der Erwähnung): Ryde (1496 und 1516), Reith (1538) und Raitz (1787). Lange Zeit wurde der Ortsname dann „Raith“ geschrieben. Heute wird die Form „Reith“ verwendet.

#### Frühe Neuzeit
Die älteste erhaltene Erwähnung von Reith stammt von 1496. Damals war es ein Hof des trimbergischen Gerichts Schlüchtern. Der Hof des Klosters Schlüchtern gehörte zur Grafschaft Hanau-Münzenberg und dort zum Amt Schlüchtern. Die Grafschaft Hanau-Münzenberg schloss sich in der Reformation zunächst der lutherischen Konfession an, ab 1597 war sie reformiert. Mit dem Tod des letzten Hanauer Grafen, Johann Reinhard III., fiel Reith 1736 mit der ganzen Grafschaft Hanau-Münzenberg an die Landgrafschaft Hessen-Kassel, aus der 1803 das Kurfürstentum Hessen wurde.

#### Neuzeit
Während der napoleonischen Zeit stand Reith ab 1806 unter französischer Militärverwaltung, gehörte 1807–1810 zum Fürstentum Hanau und dann von 1810 bis 1813 zum Großherzogtum Frankfurt, Departement Hanau. Anschließend fiel es wieder an das Kurfürstentum Hessen zurück. Nach der Verwaltungsreform des Kurfürstentums Hessen von 1821, im Rahmen derer Kurhessen in vier Provinzen und 22 Kreise eingeteilt wurde, gehörte Reith zum Landkreis Schlüchtern. 1866 wurde das Kurfürstentum nach dem Preußisch-Österreichischen Krieg von Preußen annektiert. In der zweiten Hälfte des 19. Jahrhunderts schlossen sich die Höfe in Drasenberg, Gomfritz, Reith und Röhrigs zur Gemeinde Klosterhöfe zusammen.
Hessische Gebietsreform (1970–1977)
Zum 1. Dezember 1969 wurde die bis dahin selbständige Gemeinde Klosterhöfe im Vorfeld der Gebietsreform in Hessen auf freiwilliger Basis in die Stadt Schlüchtern eingemeindet. Für Klosterhöfe wurde, wie für die anderen eingemeindeten, ehemals eigenständigen Gemeinden von Schlüchtern, ein Ortsbezirk eingerichtet. Mit der Hessischen Gebietsreform wurde der Landkreis Schlüchtern 1974 aufgelöst und Klosterhöfe liegt seit dem im Main-Kinzig-Kreis.

### Verwaltungsgeschichte im Überblick
Die folgende Liste zeigt die Staaten und Verwaltungseinheiten, denen Reith angehört(e):
- vor 1458: Heiliges Römisches Reich, Grafschaft Hanau
- ab 1458: Heiliges Römisches Reich, Grafschaft Hanau-Münzenberg, Amt Schlüchtern
- ab 1642: Heiliges Römisches Reich, Grafschaft Hanau-Lichtenberg, Amt Schlüchtern
- ab 1736: Heiliges Römisches Reich, Landgrafschaft Hessen-Kassel, Amt Schlüchtern
- ab 1803: Heiliges Römisches Reich, Landgrafschaft Hessen-Kassel, Fürstentum Hanau,[Anm. 2] Amt Schlüchtern
- 1806–1810: Kaiserreich Frankreich,[Anm. 3] Fürstentum Hanau, Amt Schlüchtern (Militärverwaltung)
- 1810–1813: Großherzogtum Frankfurt, Departement Hanau, Distrikt Steinau
- ab 1816: Kurfürstentum Hessen,[Anm. 4] Fürstentum Hanau, Amt Schlüchtern[4]
- ab 1821/22: Kurfürstentum Hessen, Provinz Hanau, Kreis Schlüchtern[5][Anm. 5]
- ab 1848: Kurfürstentum Hessen, Bezirk Hanau
- ab 1851: Kurfürstentum Hessen, Provinz Hanau, Kreis Schlüchtern
- ab 1867: Königreich Preußen,[Anm. 6] Provinz Hessen-Nassau, Regierungsbezirk Kassel, Kreis Schlüchtern
- ab 1871: Deutsches Reich, Königreich Preußen, Provinz Hessen-Nassau, Regierungsbezirk Kassel, Kreis Schlüchtern, Gemeinde Klosterhöfe
- ab 1918: Deutsches Reich, Freistaat Preußen, Provinz Hessen-Nassau, Regierungsbezirk Kassel, Kreis Schlüchtern, Gemeinde Klosterhöfe
- ab 1944: Deutsches Reich, Freistaat Preußen, Provinz Nassau, Landkreis Schlüchtern, Gemeinde Klosterhöfe
- ab 1945: Deutsches Reich, Amerikanische Besatzungszone,[Anm. 7] Groß-Hessen, Regierungsbezirk Wiesbaden, Landkreis Schlüchtern, Gemeinde Klosterhöfe
- ab 1946: Deutsches Reich, Amerikanische Besatzungszone, Hessen, Regierungsbezirk Wiesbaden, Landkreis Schlüchtern, Gemeinde Klosterhöfe
- ab 1949: Bundesrepublik Deutschland, Hessen, Regierungsbezirk Wiesbaden, Landkreis Schlüchtern, Gemeinde Klosterhöfe
- ab 1968: Bundesrepublik Deutschland, Hessen, Regierungsbezirk Darmstadt, Landkreis Schlüchtern, Gemeinde Klosterhöfe
- ab 1969: Bundesrepublik Deutschland, Hessen, Regierungsbezirk Darmstadt, Landkreis Schlüchtern, Stadt Schlüchtern
- ab 1974: Bundesrepublik Deutschland, Hessen, Regierungsbezirk Darmstadt, Main-Kinzig-Kreis, Stadt Schlüchtern

### Einwohnerentwicklung
Belegte Einwohnerzahlen sind:
- 1538: 5 Steuernde
- 1753: 1 Haushaltung
- 1895: 2 Häuser mit 59 Bewohnern